# Bulevar Ketagalan

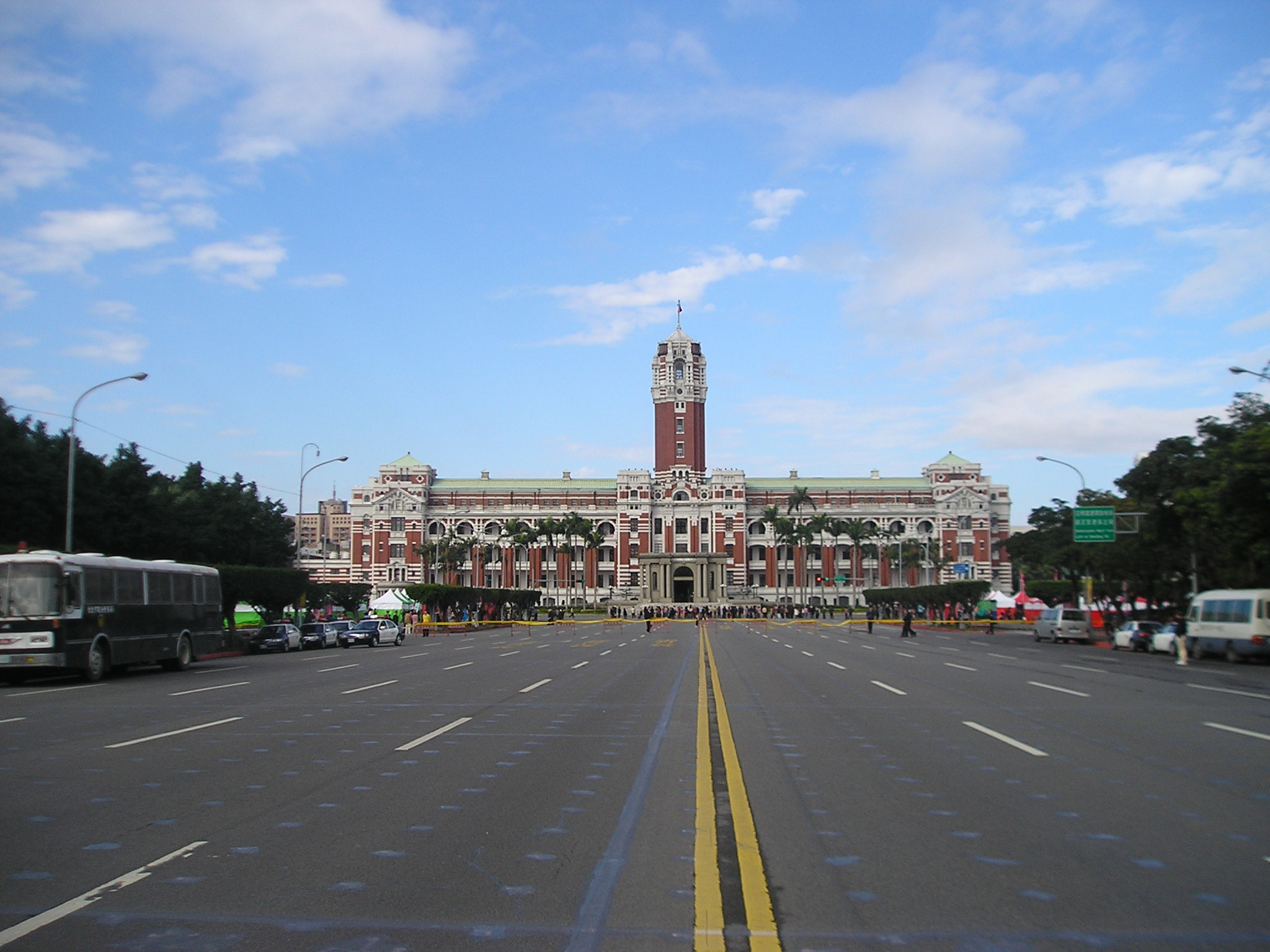
Vista del Bulevar Ketagalan desde la intersección con la Calle Gongyuan hacia el Palacio Presidencial.

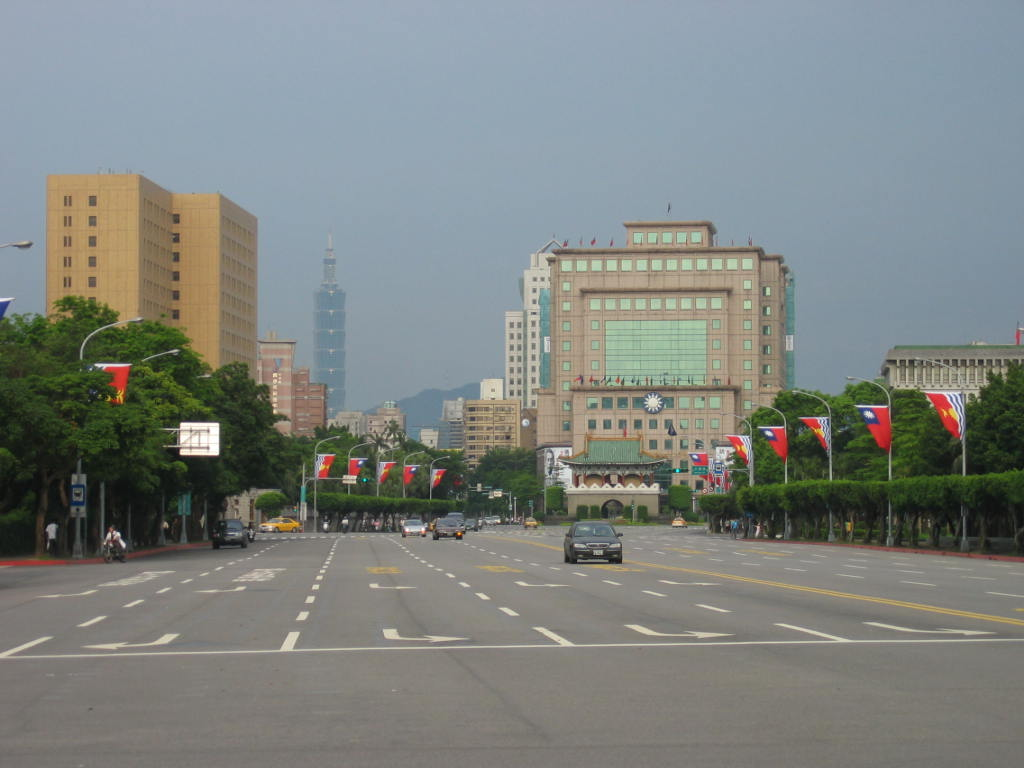
Vista del Bulevar Ketagalan desde el Palacio Presidencial hacia la Puerta del Este (primer plano): Los edificios visibles son el NTU Hospital (izquierda), el Taipei 101 (fondo), la antigua sede del KMT (centro-derecha) y el Ministerio de Asuntos Exteriores de Taiwán (derecha). Esta ruta se decoró con banderas de Taiwán y Kiribati durante una visita oficial del Presidente Anote Tong.

El Bulevar Ketagalan (en chino tradicional, 凱達格蘭大道; pinyin, Kǎidágélán Dàdào, en inglés: Ketagalan Boulevard) es una avenida situada en el Distrito de Zhongzheng de Taipéi, Taiwán, entre el Palacio Presidencial y la Puerta del Este. Tiene cuatrocientos metros de longitud y un total de diez carriles en ambas direcciones sin mediana.

## Historia
El antiguo nombre de esta calle era Calle Chieh-shou (en chino tradicional, 介壽路; en chino simplificado, 介寿路; pinyin, Jièshòu Lù; Wade-Giles, Chieh-shou lu), donde Chieh-shou significa "larga vida a Chiang Kai-shek." El 19 de mayo de 1989 un activista prodemocracia llamado Chan I-hua se quemó a lo bonzo para protestar contra el bloqueo del funeral de su compañero activista Cheng Nan-jung. El 21 de marzo de 1996, cuando Chen Shui-bian era alcalde de Taipéi, la Calle Chieh-shou se renombró Bulevar Ketagalan y la plaza que lo rodea se renombró Plaza Ketagalan en honor a la tribu aborigen Ketagalan, que vivía originalmente en la zona de Taipéi. Sin embargo, se ha dado a este nuevo nombre otros significados políticos e incluso se ha convertido en un tema de confrontación entre partidos políticos.
Cuando había una atmósfera severa frente al Palacio Presidencial, los peatones tenían que agachar sus cabezas al pasar. Se prohibió el paso de motocicletas y bicicletas por la Calle Chieh-shou y una sección de la Calle Chongqing, justo frente al Palacio Presidencial. Cuando la Calle Chieh-shou se renombró Bulevar Ketagalan, se eliminaron las señales de tráfico que prohibían motos y bicicletas en estas dos calles. Cuando se renombró la calle, también se indicó que no se pretendía faltar al respeto al antiguo Presidente Chiang Kai-shek.
El Bulevar Ketagalan y la zona que rodea al Palacio Presidencial y la Puerta del Este es un lugar popular para manifestaciones políticas masivas. Por ejemplo, tras las elecciones presidenciales de 2004, los partidarios de la Coalición pan-azul, descontentos con el resultado electoral, ocuparon el Bulevar Ketagalan, protestando y desfilando durante una semana.
Tras el cambio de nombre del Salón Conmemorativo de Chiang Kai-shek a Salón Conmemorativo Nacional de la Democracia por parte del Partido Democrático Progresista (Taiwán), el alcalde de Taipéi Hau Lung-pin propuso renombrar la sección del Bulevar Ketagalan entre el Palacio Presidencial y la Calle Gongyuan Plaza Anticorrupción tras las protestas de 2006. Sin embargo, no ha habido más debate sobre este cambio de nombre desde que se cambió el nombre del Salón Conmemorativo de Chiang Kai-shek.

## Monumentos
El Bulevar Ketagalan tiene cuatrocientos metros de longitud. A lo largo de la calle hay tres edificios, dos parques y dos aparcamientos. Entre estos están:
- Casa de huéspedes de Taipéi
- Ministerio de Asuntos Exteriores de Taiwán
- Parque conmemorativo Paz 2-28
- Parque Jieshou dedicado a Lin Sen, Presidente de Taiwán desde 1931 hasta 1943.